# Diócesis de Anagni-Alatri
La diócesis de Anagni-Alatri (en latín: Dioecesis Anagnina-Alatrina y en italiano: Diocesi di Anagni-Alatri) es una circunscripción eclesiástica de la Iglesia católica en Italia. Se trata de una diócesis latina, inmediatamente sujeta a la Santa Sede. Desde el 10 de noviembre de 2022 su obispo es Ambrogio Spreafico.

## Territorio y organización

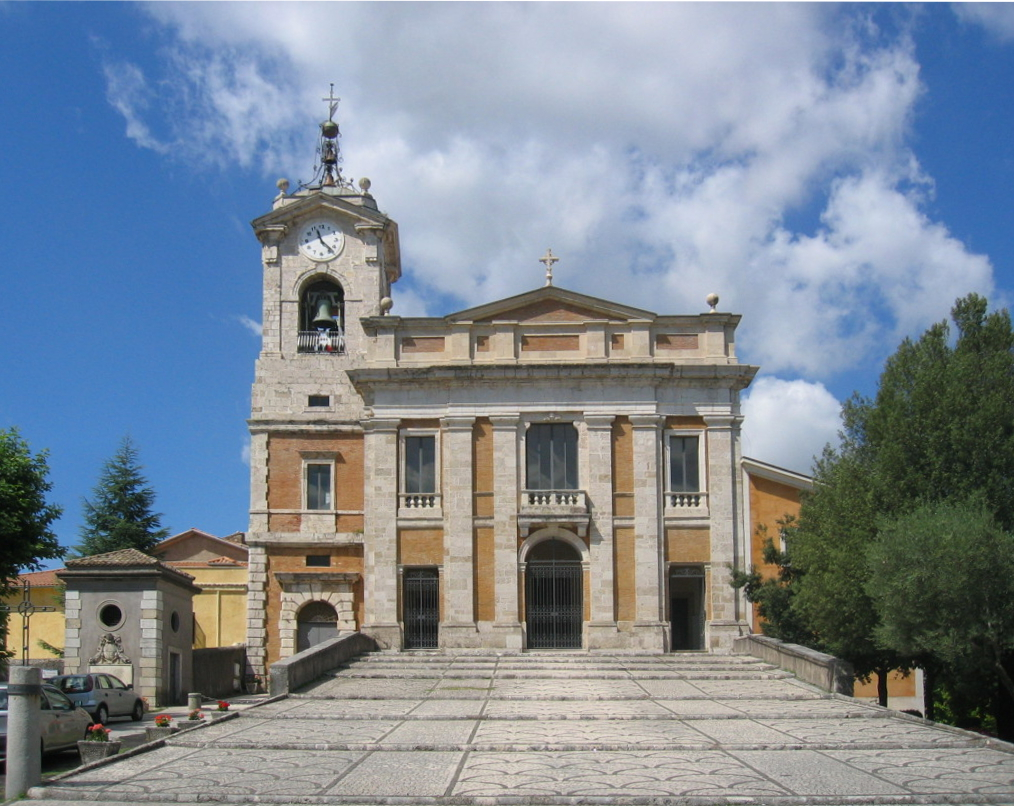
Concatedral basílica de San Pablo, en Alatri

La diócesis tiene 787 km² y extiende su jurisdicción sobre los fieles católicos de rito latino residentes en parte de la región del Lacio: además de en las ciudades de Alatri y Anagni, en varias comunas comprendidas en la provincia de Frosinone (Trevi nel Lazio, Fiuggi, Piglio, Fumone, Acuto, Filettino, Morolo, Sgurgola, Torre Cajetani, Trivigliano, Vico nel Lazio, Guarcino, Collepardo) y, en menor medida, en la ciudad metropolitana de Roma Capital (Carpineto Romano, Gorga, Vallepietra). Pertenecen a la diócesis además la localidad de Porciano, fracción de Ferentino y una vez comuna autónoma.

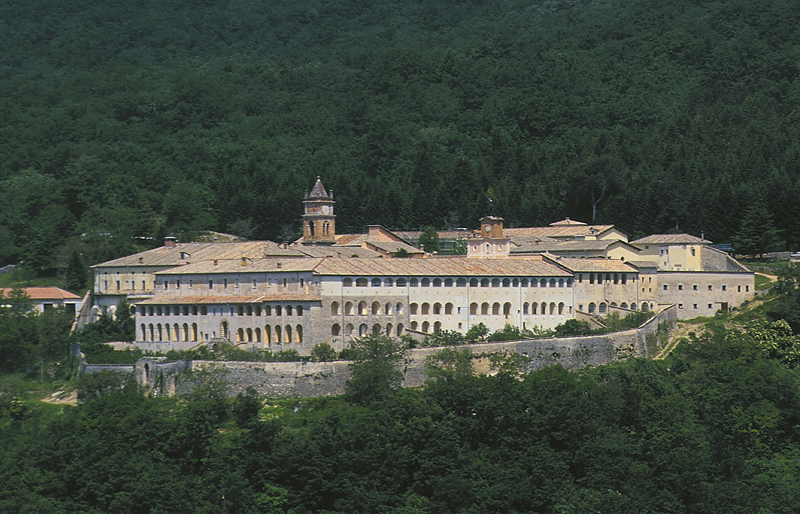
Cartuja de Trisulti

La sede de la diócesis se encuentra en la ciudad de Anagni, en donde se halla la Catedral de Santa María. En Alatri se encuentra la Concatedral basílica de San Pablo (Alatri).

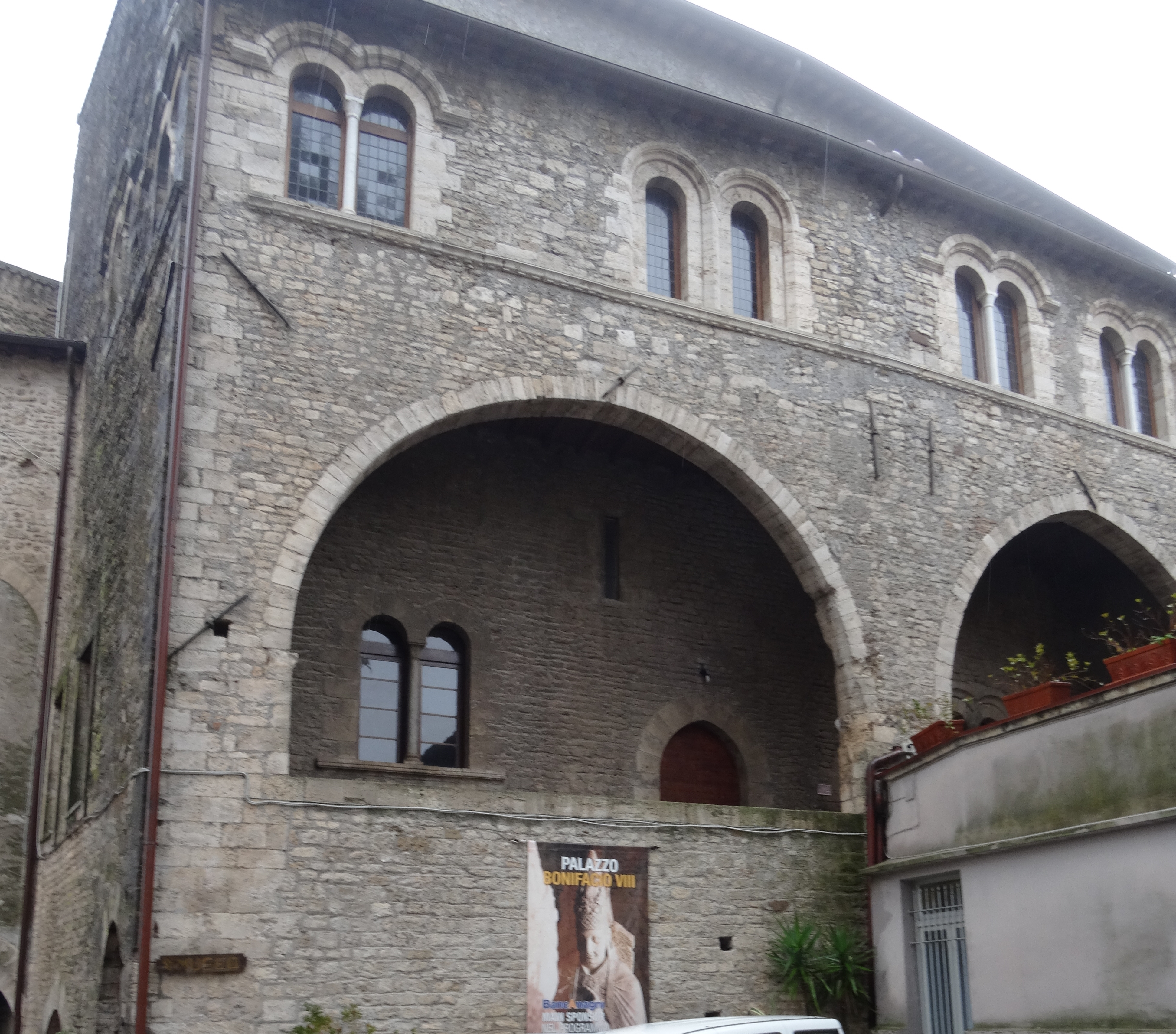
Palacio de los papas, en Anagni

En 2022 en la diócesis existían 56 parroquias, agrupadas en 3 foranías: Anagni, Alatri y Fiuggi.

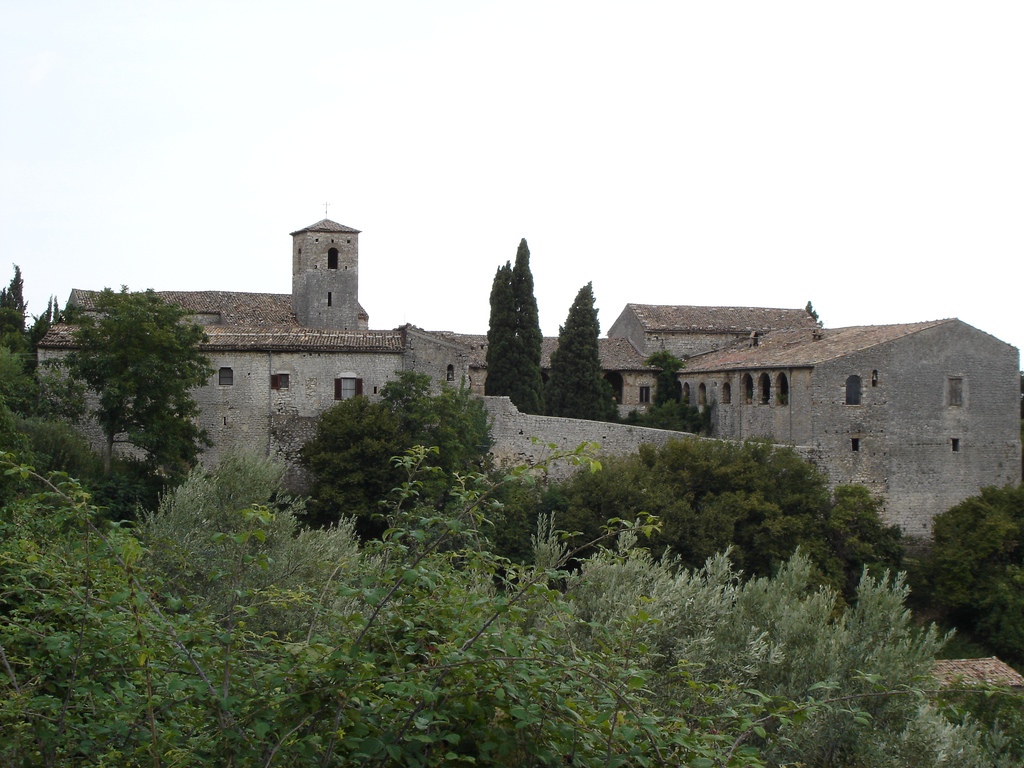
Protocenobio de San Sebastián

La foranía de Anagni comprende 18 parroquias en las comunas de
- Anagni: Catedral de Santa María, Santa Maria Imperatrice, Sant'Angelo, Sant'Andrea Apostolo, San Paolo in San Giacomo, San Giovanni de Duce, Santi Pancrazio-Cosma-Damiano, San Giuseppe, San Francesco, Santi Filippo e Giacomo, Santa Maria della Pietà;
- Carpineto Romano: Sacro Cuore, San Giacomo, San Leone Magno;
- Gorga: San Michele Arcangelo;
- Morolo: Santa Maria Assunta, San Pietro;
- Sgurgola: Santa Maria Assunta.

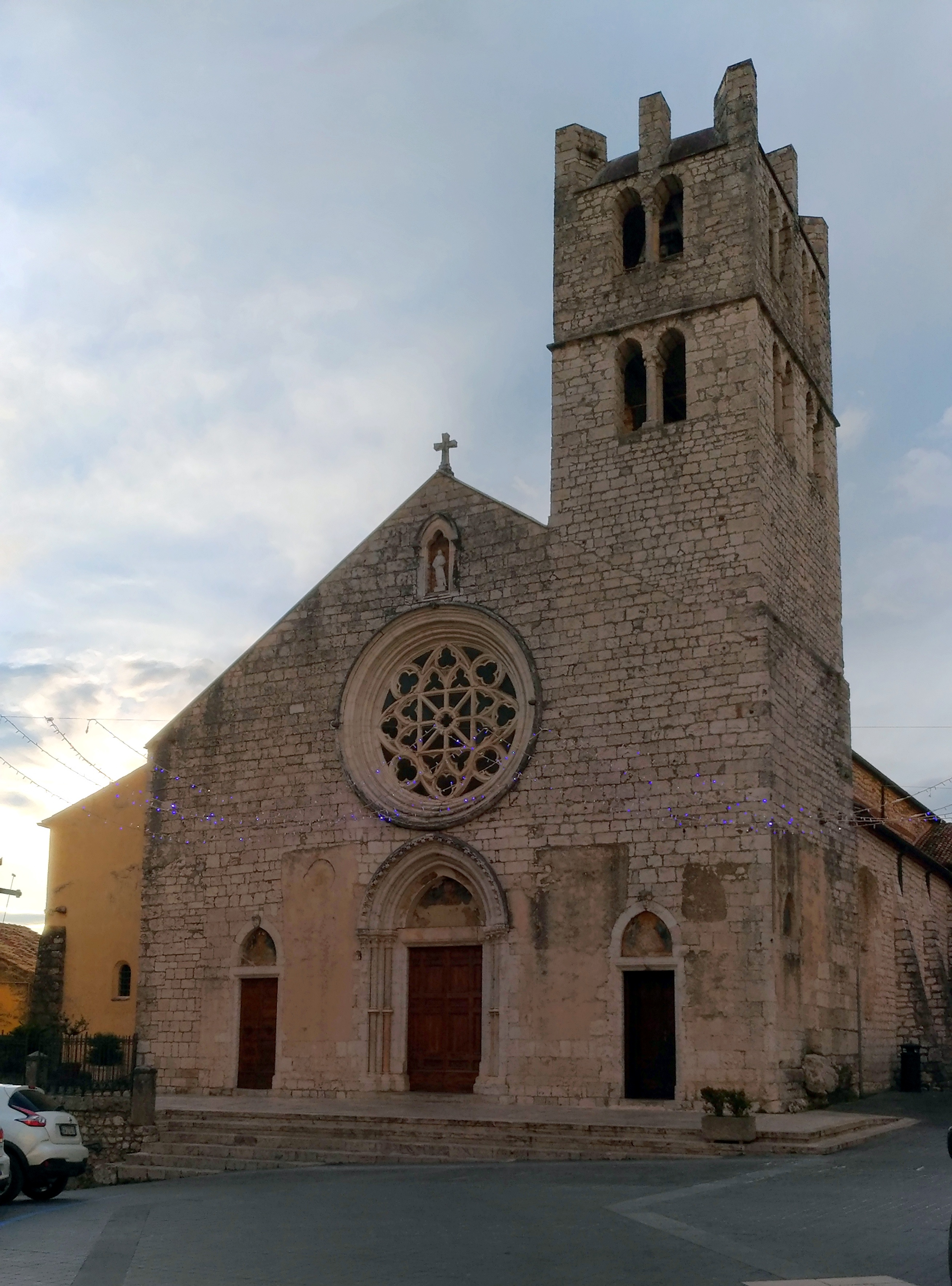
Colegiata de Santa María Mayor, en Alatri

En el territorio de Anagni, la iglesia de San Giovanni de Duce es la única en no ser gestionada por sacerdotes diocesanos, de hecho la antigua parroquia se refiere a la Orden de los clérigos regulares menores de san Francisco Caracciolo.
La foranía de Alatri comprende 22 parroquias en las comunas de
- Alatri: Concatedral de San Pablo Apóstol, Santa Maria del Carmine, Santissimo Salvatore e San Lorenzo, Immacolata Concezione, Santa Maria Maggiore, San Silvestro, Santo Stefano, Santa Maria della Mercede, Sant'Emidio, Maria Santissima Regina, Santa Famiglia, Maria Santissima del Rosario, Maria Santissima Addolorata, Cuore Immacolato di Maria, San Valentino;
- Collepardo: Santissimo Salvatore;
- Fumone: Santa Maria Annunziata, San Pietro Celestino e San Paolo VI (erecta en abril de 2021);
- Guarcino: San Nicola Vescovo, San Michele Arcangelo;
- Vico nel Lazio: San Michele Arcangelo, Santa Maria Goretti.

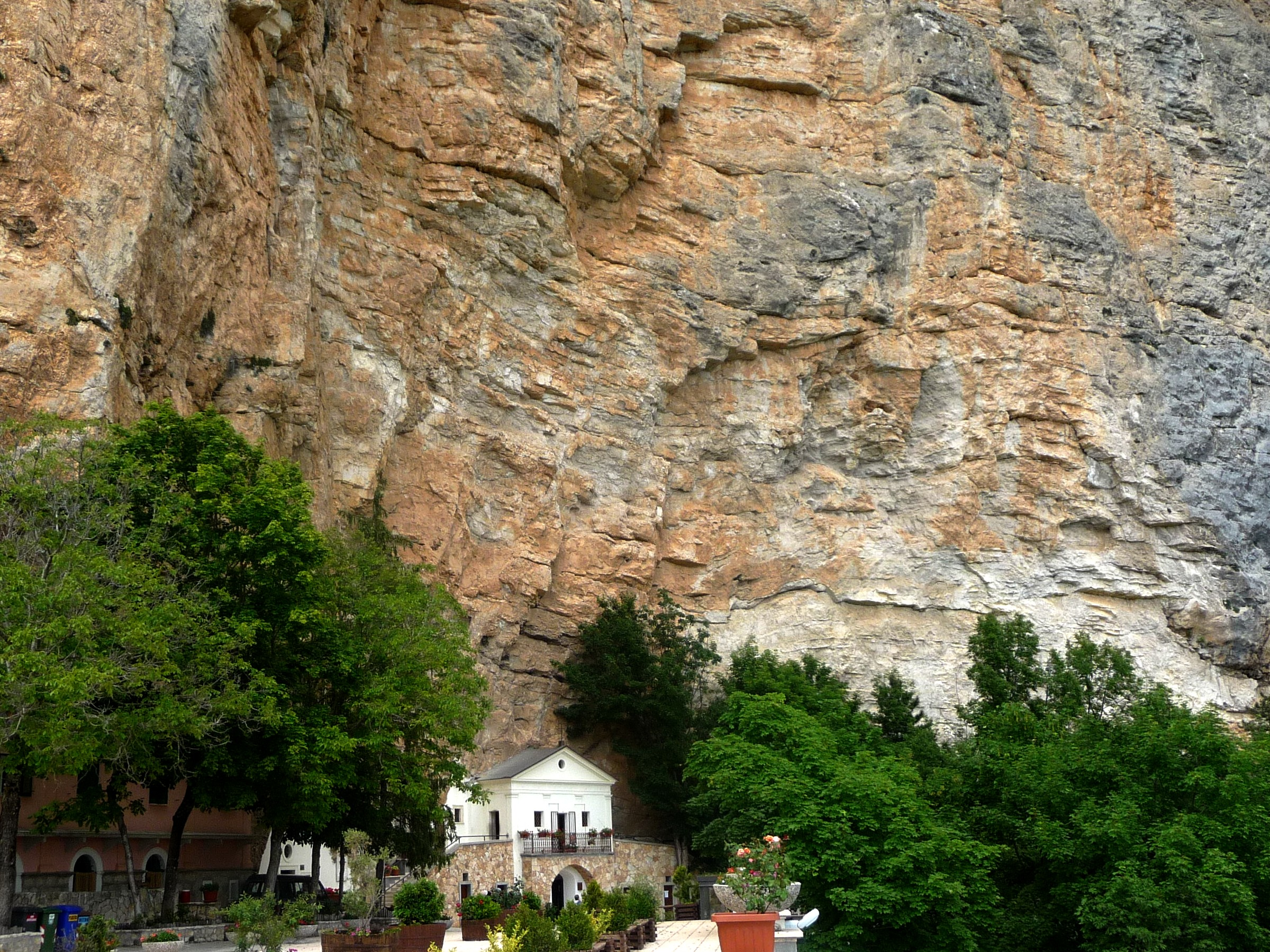
Santuario de la Santísima Trinidad, en Vallepietra

La foranía de Fiuggi comprende 16 parroquias en las comunas de
- Fiuggi: San Pietro Apostolo, Santa Maria del Colle, Santo Stefano Protomartire, Santa Teresa del Bambino Gesù, Regina Pacis;
- Acuto: Santa Maria Assunta, San Pietro;
- Filettino: Santa Maria Assunta;
- Piglio: San Giovanni Battista, Santa Maria Assunta;
- Porciano (Ferentino): Cristo Re;
- Torre Cajetani: Santa Maria Assunta;
- Trevi nel Lazio: Santa Maria Assunta, Beata Vergine Maria Refugium Peccatorum;
- Trivigliano: Santa Maria Assunta;
- Vallepietra: San Giovanni Evangelista.

Santuarios
La diocesi comprende los siguientes santuarios:
- Santuario della Santissima Trinità, Vallepietra
- Santuario della Madonna della Libera, Alatri
- Santuario della Madonna della Neve, Guarcino
- Santuario della Madonna delle Grazie, Guarcino
- Santuario della Madonna della Stella, Porciano (Ferentino)
- Santuario della Madonna delle Cese, Collepardo
- Santuario della Madonna delle Rose, Piglio
- Santuario della Madonna del Piano, Morolo
- Santuario della Madonna del Popolo, Carpineto Romano

## Historia
La diócesis actual es el resultado de la unión plena, establecida en 1986, de dos antiguas diócesis: Anagni, atestiguada desde el siglo V, y Alatri, cuyos primeros obispos están documentados en el siglo VI.

### Alatri
La proximidad de la ciudad de Alatri a Roma sugiere que el cristianismo llegó en los primeros siglos d. C., aunque no hay evidencia de la tradición local sobre su origen apostólico. El primer obispo conocido de Alatri es Pascasio, que siguió al papa Vigilio a Constantinopla con ocasión del cisma tricapitolino: está entre los signatarios del acta con la que el papa, el 14 de agosto de 551, pronunció la condena de Teodoro Askidas, obispo de Cesarea de Capadocia. Su firma se encuentra también al pie del Constitutum del papa Vigilio de 553, con el que el pontífice se expresaba sobre la cuestión de los Tres Capítulos.
El número de obispos alatrinos conocidos durante el primer milenio es relativamente pequeño, la mayoría de los cuales participaron en los sínodos convocados en Roma por los pontífices. El primero de ellos es Saturnino, que estuvo presente en el sínodo del año 680 con el que el papa Agatón condenó nuevamente la herejía monotelita.
Importantes sitios monásticos atestiguan la antigüedad de la presencia religiosa en el territorio de Alatri. De las cartas de Gregorio Magno (590-604) se puede deducir la presencia de un monasterio in Campaniae partibus fundado por el patricio Liberio hacia mediados del siglo VI, que algunos autores identifican con el monasterio de San Sebastián, situado a pocos kilómetros de Alatri. Mucho más significativa es la fundación de un monasterio benedictino por Domenico de Sora a finales del siglo X cerca del lugar donde, en 1204, los cistercienses fundaron la Cartuja de Trisulti. En Guarcino se fundó una de las comunidades religiosas más antiguas de la zona, el monasterio benedictino de San Luca, que se trasladó al centro de Alatri en el siglo XVI.
Fue importante el traslado de las reliquias del papa san Sixto I a la catedral de Alatri en 1132. Perdida su memoria con el tiempo, fueron redescubiertas en 1584. El papa Juan Pablo II visitó la comunidad de Alatri en el cuarto centenario del descubrimiento de las reliquias de san Sixto en 1984. Alatri también está vinculado al prodigioso acontecimiento ocurrido en 1228, conocido como milagro eucarístico de Alatri, en el que una hostia consagrada se transformó en carne, aún conservada en la catedral de Alatri.
En la iglesia de Santa María Mayor en Alatri se encuentra una estatua de madera de la Virgen María, un espléndido ejemplo del arte románico del siglo XII.
En el siglo XVI se constata la presencia en la cátedra alatrina del obispo Ignazio Danti (1583-1586), conocido cosmógrafo y matemático de la época, miembro de la comisión que preparó la reforma del calendario gregoriano. En 1584 celebró el primer sínodo diocesano para la aplicación de la reforma deseada por el Concilio de Trento, comprometiéndose sobre todo con la reforma de los laicos y de las cofradías. El establecimiento del seminario fue más laborioso. Después de algunos intentos iniciales fallidos, fue erigido permanentemente en 1684 por el obispo Stefano Ghirardelli (1683-1708). Una institución en la ciudad fue la escuela inaugurada en 1729 por los escolapios, que estuvieron presentes continuamente en Alatri hasta 1970.
A principios del siglo XIX, por su oposición a la ocupación francesa, el obispo Giuseppe della Casa (1802-1818) fue deportado a Francia.
En el momento de la unión plena con Anagni en 1986, la diócesis incluía los municipios de Alatri, Collepardo, Fumone, Guarcino, Torre Cajetani, Trivigliano y Vico nel Lazio.

### Anagni
La tradición local atribuye a la diócesis de Anagni un origen apostólico, expresado en la vida de san Pedro de Anagni (siglo XII) con las palabras «fundatam primitus apostolicis fundamentis». La evidencia arqueológica parece dar fe de una presencia cristiana organizada en el área de Anagni desde al menos el siglo IV.
La diócesis de Anagni está atestiguada por primera vez en la segunda mitad del siglo V, cuando el obispo Felice estuvo presente en el Concilio de Letrán convocado en 487 por el papa Félix III. Fue sucedido por el obispo Fortunato, quien participó en los concilios convocados por el papa Símaco entre 499 y 502.
En la Alta Edad Media, Anagni volvió al patrimonio territorial papal y los papas dieron a sus obispos una consideración especial. Zaccaria di Anagni fue legado del papa Nicolás I en el sínodo de Constantinopla de 861, en el que se decidió la validez de la elección de Focio al patriarcado. En 896 el obispo Esteban de Anagni se convirtió en papa con el nombre de Esteban VI.
Mientras el papa Alejandro II estaba presente en Anagni, en 1062 tuvo lugar la elección del obispo Pietro de Salerno, canonizado en 1110, quien fue responsable de la reconstrucción de la antigua catedral de Anagni. Durante su episcopado, en 1088, la unión de la diócesis de Treba con la de Anagni fue ratificada por el papa Urbano II mediante la bula Potestatem auctore Deo, a cuyos obispos ya había sido dada en administración por papas anteriores.
En los siglos XII y XIII Anagni vio la presencia o se convirtió en el hogar de los pontífices romanos en varias ocasiones. Adriano IV murió allí en 1159 y Lucio III (1181-1185) residió allí varias veces. El papa Alejandro III se refugió en Anagni para escapar del emperador Federico I Barbarroja y fue desde la catedral de Anagni que en 1160 lo excomulgó a Federico Barbarroja y al antipapa Víctor IV apoyado por el emperador. El mismo pontífice en Anagni canonizó a Bernardo de Claraval en 1174, estipuló el llamado Pactum anagninum en 1176 y consagró la catedral en 1179. Varios papas tuvieron fuertes vínculos con Anagni: Inocencio III (1198-1216); Gregorio IX (1227-1241), excanónigo de la catedral, que colocó la diócesis bajo el sometimiento inmediato de la Santa Sede; Inocencio IV (1243-1254), que fue elegido papa en el palacio de los canónigos de Anagni; Alejandro IV (1254-61), también miembro del capítulo de canónigos, que le recompensó elevando el número de sus miembros a 24, y que canonizó a Clara de Asís en la cripta de la catedral; y finalmente Bonifacio VIII (1294-1303), conocido por el episodio que pasó a la historia con el nombre de "la bofetada de Anagni". Todos estos papas otorgaron amplios beneficios en nombre de la Iglesia y de la catedral de Anagni.
Tomás Becket fue canonizado por Alejandro III en la cercana Segni. El propio papa hizo construir en su honor una capilla en la catedral que hoy presenta un ciclo pictórico de la época. Posteriormente, la capilla se convirtió en el lugar de enterramiento de los canónigos. En la misma catedral se encuentra un cofre relicario en esmalte de Limoges que representa el asesinato del santo inglés.
En el siglo XVI varios cardenales se sucedieron en la silla de Anagni. En la segunda mitad del siglo, los obispos comenzaron a aplicar las normas reformistas del Concilio de Trento. Gaspare Viviani (1579-1605) celebró el primer sínodo diocesano y fue el primero en realizar la visita ad limina a Roma. Su sucesor Antonio Séneca (1607-1626) fundó el seminario en 1608.
En el siglo XVII los problemas de jurisdicción entre varias diócesis con la cercana y poderosa abadía de Subiaco se resolvieron con una serie de transacciones, aprobadas por los pontífices. En 1639 la diócesis de Anagni cedió a la abadía los territorios de Jenne y Trevi, sobre los cuales Subiaco tenía jurisdicción autónoma y soberana; esta transacción fue aprobada por el papa Urbano VIII el 21 de julio de 1639.
A principios del siglo XVIII la diócesis comprendía unas diez localidades para un total de 26 parroquias (6 en la capital), cuyos 12 500 habitantes contaban con 119 sacerdotes.
Con el fin de la ocupación francesa, el obispo Gioacchino Tosi fue suspendido de sus funciones y obligado a dimitir por haber prestado juramento de fidelidad al Imperio (1815); la diócesis permaneció vacante durante más de veinte años, tiempo durante el cual fue administrada por administradores apostólicos.
En 1897 el papa León XIII, originario de la diócesis, fundó en Anagni el Pontificio Colegio Leoniano, confiando su responsabilidad a los padres de la Compañía de Jesús, que mantuvieron su dirección hasta 1984. Con Pío X se convirtió en seminario para la formación de sacerdotes de las diócesis del Lacio. Desde 1931 se convirtió en seminario regional para el sur del Lacio y para las zonas suburbanas.

### Anagni-Alatri
El 30 de noviembre de 1972 Vittorio Ottaviani, exobispo de Alatri, fue nombrado también obispo de Anagni, uniendo así in persona episcopi las dos diócesis, que también permanecieron unidas con el posterior obispo Umberto Florenzani.
El 2 de septiembre de 1984 el papa Juan Pablo II realizó una visita pastoral a la ciudad de Alatri, mientras que el 31 de agosto de 1986 visitó la ciudad de Anagni.
El 30 de septiembre de 1986, en virtud del decreto Instantibus votis de la Congregación para los Obispos, las dos sedes fueron fusionadas en una sola diócesis con el nombre actual de Anagni-Alatri.
El 16 de julio de 2002 mediante el decreto Venerabilis Abbatia de la Congregación para los Obispos la diócesis se amplió con el territorio de las parroquias del municipio de Trevi nel Lazio, que anteriormente pertenecían a la abadía territorial de Subiaco.
Desde el 10 de noviembre de 2022 está unida in persona episcopi a la diócesis de Frosinone-Veroli-Ferentino.

## Estadísticas
Según el Anuario Pontificio 2023 la diócesis tenía a fines de 2022 un total de 89 108 fieles bautizados.
| Año                                                                             | Población            | Población | Población      | Sacerdotes | Sacerdotes    | Sacerdotes    | Bautizados por sacerdote | Diáconos permanentes | Religiosos | Religiosos | Parroquias |
| Año                                                                             | Bautizados católicos | Total     | % de católicos | Total      | Clero secular | Clero regular | Bautizados por sacerdote | Diáconos permanentes | Varones    | Mujeres    | Parroquias |
| ------------------------------------------------------------------------------- | -------------------- | --------- | -------------- | ---------- | ------------- | ------------- | ------------------------ | -------------------- | ---------- | ---------- | ---------- |
| Diócesis de Anagni                                                              |                      |           |                |            |               |               |                          |                      |            |            |            |
| 1959                                                                            | 41 300               | 41 302    | 100.0          | 95         | 36            | 59            | 434                      |                      | 60         | 253        | 29         |
| 1970                                                                            | 42 666               | 42 666    | 100.0          | 91         | 34            | 57            | 468                      |                      | 62         | 200        | 32         |
| 1980                                                                            | 48 480               | 48 500    | 100.0          | 63         | 29            | 34            | 769                      |                      | 39         | 200        | 34         |
| Diócesis de Alatri                                                              |                      |           |                |            |               |               |                          |                      |            |            |            |
| 1950                                                                            | 30 000               | 30 000    | 100.0          | 67         | 35            | 32            | 447                      |                      | 32         | 100        | 16         |
| 1959                                                                            | 38 950               | 39 000    | 99.9           | 51         | 26            | 25            | 763                      |                      | 74         | 110        | 16         |
| 1970                                                                            | 31 260               | 31 291    | 99.9           | 48         | 26            | 22            | 651                      |                      | 25         | 112        | 22         |
| 1980                                                                            | 31 153               | 31 153    | 100.0          | 41         | 27            | 14            | 759                      |                      | 16         | 50         | 22         |
| Diócesis de Anagni-Alatri                                                       |                      |           |                |            |               |               |                          |                      |            |            |            |
| 1990                                                                            | 81 500               | 81 809    | 99.6           | 93         | 57            | 36            | 876                      |                      | 38         | 310        | 53         |
| 1997                                                                            | 83 000               | 84 969    | 97.7           | 68         | 44            | 24            | 1220                     |                      | 31         | 270        | 53         |
| 2000                                                                            | 83 500               | 84 000    | 99.4           | 70         | 45            | 25            | 1192                     |                      | 27         | 270        | 54         |
| 2001                                                                            | 83 500               | 84 000    | 99.4           | 72         | 45            | 27            | 1159                     |                      | 29         | 270        | 54         |
| 2003                                                                            | 85 200               | 86 000    | 99.1           | 71         | 43            | 28            | 1200                     | 2                    | 31         | 220        | 56         |
| 2004                                                                            | 85 200               | 86 000    | 99.1           | 72         | 44            | 28            | 1183                     | 1                    | 30         | 220        | 56         |
| 2006                                                                            | 85 250               | 86 200    | 98.9           | 74         | 45            | 29            | 1152                     | 1                    | 30         | 210        | 56         |
| 2012                                                                            | 89 500               | 92 390    | 96.9           | 63         | 41            | 22            | 1420                     | 2                    | 24         | 213        | 56         |
| 2015                                                                            | 89 400               | 92 050    | 97.1           | 66         | 41            | 25            | 1354                     | 2                    | 28         | 210        | 56         |
| 2018                                                                            | 88 508               | 90 908    | 97.4           | 57         | 35            | 22            | 1552                     | 3                    | 26         | 206        | 56         |
| 2020                                                                            | 85 003               | 87 322    | 97.3           | 49         | 35            | 14            | 1734                     | 4                    | 17         | 165        | 56         |
| 2022                                                                            | 89 108               | 91 583    | 97.3           | 48         | 35            | 13            | 1856                     | 4                    | 14         | 146        | 56         |
| Fuente: Catholic-Hierarchy, que a su vez toma los datos del Anuario Pontificio. |                      |           |                |            |               |               |                          |                      |            |            |            |

## Episcopologio

### Obispos de Alatri
- Pascasio † (antes de 551-después de 553)[18]
- Saturnino † (mencionado en 680)
- Vitale † (mencionado en 721)
- Saburro † (mencionado en 743)[nota 2]
- Leontolo † (mencionado en 761)[nota 3]
- Leonino † (mencionado en 769)[19]
- Leone I † (antes de 853-después de 871)
- Giovanni I † (mencionado en 875)
- Lucido † (mencionado en 898)
- Giovanni II † (mencionado en 920)
- Leone II † (mencionado en 930)
- Anonimo (Ildebrando?) † (mencionado en 963)[nota 4]
- Giovanni III † (mencionado en 1015)
- Giovanni IV † (mencionado en 1059)
- Adamo I † (antes de 1074-después de 1080)[nota 5]
- Lamberto † (antes de 1090-después de 1101 o 1108)[nota 6]
- Adamo II ? † (al tiempo del papa Pascual II)[nota 7]
- Crescenzio I † (mencionado en 1113)[nota 8]
- Pietro † (mencionado en 1132)
- Michele † (antes de 1142-después de 1149)
- Adinolfo † (antes de 1152-después de 1159)
- Leone III † (antes de 1179-circa 1192 falleció)
- Taddeo † (mencionado en 1194)
- Leandro † (antes de 1200-antes del 21 de junio de 1221 falleció)
- Anonimo † (mencionado en 1222)[20]
- Giovanni V † (antes de 1227-circa mayo de 1264 falleció)
- Crescenzio II, O.P. † (5 de julio de 1264-1282)
  - Giacomo Tomasi Caetani, O.Min. † (1283-1290 renunció) (administrador apostólico)[nota 9]
- Leonardo Patrasso † (16 de septiembre de 1290-24 de marzo de 1295 nombrado obispo de Jesi)
- Rinaldo † (2 de enero de 1296-1297 falleció)
- Leonardo, O.Cist. † (21 de febrero de 1298-enero de 1299 falleció)
- Niccolò † (21 de enero de 1299-? falleció)
- Paolo Rainaldi † (31 de diciembre de 1316-? falleció)
- Andrea ? † (circa 1344-después de abril de 1362)[nota 10]
- Francesco de Meduli † (24 de mayo de 1363-después de abril de 1382)
- Giovanni VI † (mencionado en 1381?)
- Cristoforo da Fumone † (18 de diciembre de 1387-1406 falleció)
- Giovanni VII † (28 de julio de 1406-?)
  - Bartolomeo † (13 de enero de 1406-después de 1409) (antiobispo)
- Giovanni Angelo † (1428-1457 falleció)
- Tuccio Antonio † (28 de enero de 1457-circa 1477[nota 11] falleció)
- Giovanni Rossi † (14 de enero de 1478-1493 falleció)
- Giacomo de Silvestri † (15 de abril de 1493-1516 falleció)
- Graziano Santucci, O.S.A. † (11 de noviembre de 1516-después de marzo de 1517)[21]
  - Cristoforo Numai, O.F.M. † (1517-23 de marzo de 1528 falleció) (administrador apostólico)
- Filippo Lodovico Ercolani † (20 de abril de 1528-1530 renunció)
  - Antonio Maria Ciocchi del Monte † (4 de febrero de 1530-1 de julio de 1530 renunció) (administrador apostólico)
- Filippo Lodovico Ercolani † (1 de julio de 1530-10 de mayo de 1535 renunció) (por segunda vez)
  - Agostino Spinola † (10 de mayo de 1535-18 de octubre de 1537 falleció) (administrador apostólico)
- Bernardino Visconti † (29 de octubre de 1537-1540 falleció)
- Valerio Tartarini † (20 de febrero de 1540-1545 falleció)
- Zaccaria Rondani † (3 de julio de 1545-1547 falleció)
- Camillo Perusco † (22 de abril de 1547-1573 falleció)
- Stefano Bonucci, O.S.M. † (23 de enero de 1573-1 de octubre de 1574 nombrado obispo de Arezzo)
- Pietro Franchi † (22 de octubre de 1574-1583 falleció)
- Ignazio Danti, O.P. † (14 de noviembre de 1583-10 de octubre de 1586 falleció)
- Bonaventura Furlano, O.F.M. † (5 de noviembre de 1586-diciembre de 1597 falleció)
- Luca Antonio Gigli † (diciembre de 1597 por sucesión-1620 falleció)
- Francesco Campanari † (16 de noviembre de 1620-1632 falleció)
- Alessandro Vittrici † (20 de septiembre de 1632-1648 renunció)
- Michelangelo Brancavalerio † (4 de mayo de 1648-25 de marzo de 1683 falleció)
- Stefano Ghirardelli † (14 de junio de 1683-febrero de 1708 falleció)
- Giuseppe Guerra † (14 de mayo de 1708-30 de marzo de 1729 falleció)
- Ludovico Savageri, C.R.S. † (30 de marzo de 1729 por sucesión-13 de enero de 1744 renunció)
- Giovanni Francesco Cavallini † (16 de marzo de 1744-6 de febrero de 1764 falleció)
- Nicola Gagliardi † (11 de mayo de 1764-30 de junio de 1777 falleció)
- Pietro Stefano Speranza † (28 de julio de 1777-26 de junio de 1802 falleció)
- Giuseppe Della Casa † (20 de septiembre de 1802-31 de marzo de 1818 falleció)
- Francesco Saverio Domeniconi † (25 de mayo de 1818-16 de febrero de 1835 falleció)
- Valentino Armellini † (6 de abril de 1835-17 de diciembre de 1841 falleció)
- Adriano Giampedi † (24 de enero de 1842-11 de octubre de 1850 falleció)
- Raffaele Bocci † (17 de febrero de 1851-27 de enero de 1855 falleció)
- Gaetano Rodilossi † (23 de marzo de 1855-16 de diciembre de 1878 falleció)
- Pietro Saulini † (28 de febrero de 1879-26 de mayo de 1887 falleció)
- Francesco Giordani † (25 de noviembre de 1887-13 de diciembre de 1902 falleció)
- Benedetto Spila, O.F.M. † (24 de abril de 1903-29 de abril de 1909 renunció[nota 12])
- Americo Bevilacqua † (29 de abril de 1909-22 de enero de 1915 renunció[nota 13])
- Michele Izzi † (1 de julio de 1915-31 de diciembre de 1917 falleció)
- Antonio Torrini † (23 de diciembre de 1918-15 de junio de 1928 nombrado arzobispo de Lucca)
- Mario Toccabelli † (16 de septiembre de 1930-1 de abril de 1935 nombrado arzobispo de Siena)
- Edoardo Facchini † (5 de mayo de 1935-21 de octubre de 1962 falleció)
- Vittorio Ottaviani † (19 de diciembre de 1962-10 de noviembre de 1973 nombrado obispo de Marsi)
- Umberto Florenzani † (21 de diciembre de 1973-30 de septiembre de 1986 nombrado obispo de Anagni-Alatri)

### Obispos de Anagni
- Felice † (antes de 487-después de 495?)[18]
- Fortunato † (antes de 495?-después de 502)[18][nota 14]
- Pelagio † (mencionado en 595)[18]
- Opportuno † (mencionado en 649)
- Maurizio † (mencionado en 680)
- Gregorio † (mencionado en 721)
- Cesario † (mencionado en 743)
- Costantino † (antes de 757-después de 761)
- Nirgozio † (mencionado en 769)
- Romualdo † (mencionado en 826)
- Sebastiano † (mencionado en 847)
- Niccolò I † (mencionado en 853)
- Zaccaria † (antes de 860-863 depuesto)
- Albino o Alboino † (863-después de 869 falleció)
- Zaccaria † (circa 872-después de 877 falleció) (por segunda vez)
- Stefano † (circa 883-antes del 11 de junio de 896[nota 15] electo papa con el nombre de Esteban VI)
- Giovanni I † (antes de 963-después de 969)[22]
- Giovanni II † (antes de 993-después de 997)
- Luitardo o Litardo † (mencionado en 999/1003)[nota 16]
- Trasmondo † (mencionado en 1008)[22]
- Benedetto † (antes de 1015-después de 1028)[nota 17]
- Rumaldo (o Romualdo o Grimando) † (mitad circa del siglo XI)
- Bernardo ? † (mencionado en 1061)[nota 18]
- San Pietro I † (1062-5 de agosto de 1105 falleció)
- Otón de Bamberg † (1106-después de 1112)
- Pietro II †
- Oiolino †[nota 19]
- Raone † (mencionado en 1133)
- Lotario o Eleuterio † (antes de 1154-después de 1155)
- Nuclerio † (mencionado en 1161)[23]
- Asaele † (mencionado en 1179)
- Giovanni III † (antes de 1180-después de 1185)
- Giovanni IV † (1196-antes del 9 de diciembre de 1220 falleció)
- Giovanni V † (1221-circa 1224 falleció)[nota 20]
- Alberto † (1224-1237 falleció)
- Pandolfo † (antes de junio de 1237-después de agosto de 1255 falleció)
- Niccolò II † (mencionado en 1257)
- Giovanni Compatre † (mencionado el 22 de abril de 1257)[nota 21]
- Landolfo (o Lando) † (21 de octubre de 1262-después de 1272 falleció)
- Pietro Caetani † (16 de enero de 1276-después de 1280 falleció)[nota 22]
- Gerardo † (antes de mayo de 1289-4 de marzo de 1290 nombrado obispo de Spoleto)
- Pietro IV, O.Cist. † (15 de mayo de 1290-1295 falleció)
- Pietro di Torrita † (20 de septiembre de 1295-3 de agosto de 1299 nombrado obispo de Aversa)
- Leonardo † (3 de agosto de 1299-? falleció)
- Pietro Ferri † (7 de abril de 1320-20 de marzo de 1327 nombrado obispo de Marsi)
- Alemanno † (20 de marzo de 1327-1330 falleció)
- Giovanni Pagnotta, O.E.S.A. † (5 de noviembre de 1330-1341 falleció)[24]
- Giovanni de Scrofanis † (19 de julio de 1342-1348 falleció)
- Pietro de Grassinis, O.P. † (5 de noviembre de 1348-1363 falleció)
- Gian Giacomo de Medulis † (30 de octubre de 1363-circa 1382 depuesto)
- Tommaso Morganti † (antes de 1382-1398 depuesto)
- Giovanni Zancati, O.E.S.A. † (?-1399 depuesto)
- Giacomo di Trevi † (8 de julio de 1399-14 de diciembre de 1401 nombrado obispo titular de Calcedonia)[nota 23][nota 24]
- Angelo degli Afflitti † (14 de diciembre de 1401-1418 falleció)
- Angelotto Fosco † (4 de febrero de 1418-22 de mayo de 1426 nombrado obispo de Cava de' Tirreni)
  - Oddone Vari † (antes del 26 de agosto de 1426-1429) (administrador apostólico)
- Francesco da Genazzano † (28 de enero de 1429-1451 renunció)
- Salvato da Genazzano † (14 de abril de 1451-agosto de 1478 falleció)[25]
- Giovanni Cremonesi † (14 de agosto de 1478-? falleció)
- Gentile da Spoleto † (9 de septiembre de 1478-circa 1484 falleció)
- Francesco Macabrini (o Mascambruni) † (13 de octubre de 1484-?)
- Ferdinando di Lanciano † (11 de mayo de 1502-1515 falleció)
- Jacopo Bongalli † (16 de diciembre de 1515-5 de noviembre de 1516 nombrado obispo de Nepi y Sutri)
  - Francesco Soderini † (5 de noviembre de 1516-4 de marzo de 1523 renunció) (administrador apostólico)
- Luca Giovannini † (4 de marzo de 1523-1525 renunció)
  - Alessandro Farnese † (3 de abril de 1525-7 de junio de 1525 renunció) (administrador apostólico)
- Corrado Monaldeschi della Cervara † (7 de junio de 1525-1534 renunció)
  - Gianvincenzo Carafa † (16 de diciembre de 1534-26 de enero de 1541 renunció) (administrador apostólico)
  - Pedro Gómez Sarmiento de Villandrando † (28 de enero de 1541-6 de abril de 1541 renunció) (administrador apostólico)
- Michele Torelli † (6 de abril de 1541-7 de marzo de 1572 falleció)[26]
- Benedetto Lomellini † (17 de marzo de 1572-24 de julio de 1579 falleció)
- Gaspare Viviani † (3 de agosto de 1579-25 de enero de 1605 falleció)
- Vittorio Guarini † (4 de julio de 1605-1607 falleció)
- Antonio Seneca † (25 de junio de 1607-29 de agosto de 1626 falleció)
- Gian Gaspare Melis † (16 de septiembre de 1626-enero de 1642 falleció)
- Sebastiano Gentili † (24 de marzo de 1642-3 de diciembre de 1646 renunció)
- Pier Francesco Filonardi † (3 de diciembre de 1646-1662 falleció)
- Gian Lorenzo Castiglioni † (13 de marzo de 1662-9 de diciembre de 1680 nombrado obispo de Acquapendente)
- Bernardino Masseri † (23 de junio de 1681-agosto de 1695 falleció)
- Pietro Paolo Gerardi † (21 de mayo de 1696-31 de mayo de 1708 falleció)
- Giovanni Battista Bassi † (3 de octubre de 1708-19 de diciembre de 1736 falleció)
- Gian Antonio Bachettoni † (11 de febrero de 1737-1 de diciembre de 1749 nombrado obispo de Recanati y Loreto)
- Domenico Monti † (19 de enero de 1750-14 de abril de 1766 nombrado arzobispo de Urbino)
- Giovanni Battista Filipponi Tenderini † (14 de abril de 1766-11 de septiembre de 1778 renunció)
- Cirillo Antonini † (28 de septiembre de 1778-20 de enero de 1789 falleció)
- Giovanni Devoti † (30 de marzo de 1789-26 de marzo de 1804 renunció)
- Gioacchino Tosi † (26 de marzo de 1804-21 de marzo de 1815 renunció)
  - Sede vacante (1815-1838)[nota 25]
- Vincenzo Annovazzi † (15 de febrero de 1838-12 de septiembre de 1846 renunció)
- Pietro Paolo Trucchi, C.M. † (21 de septiembre de 1846-21 de diciembre de 1857 nombrado obispo de Forlì)
- Clemente Pagliaro † (21 de diciembre de 1857-9 de marzo de 1875 falleció)
- Domenico Pietromarchi † (31 de marzo de 1875-7 de febrero de 1894 falleció)
- Antonino Sardi † (18 de mayo de 1894-8 de julio de 1912 renunció[nota 26])
- Silvio Gasperini † (2 de diciembre de 1912-24 de octubre de 1923 falleció)
- Luigi Mazzini † (9 de noviembre de 1923-24 de junio de 1926 renunció[nota 27])
- Gaudenzio Manuelli † (8 de julio de 1927-18 de febrero de 1931 nombrado arzobispo de la Aquila)
- Attilio Adinolfi † (5 de mayo de 1931-1 de septiembre de 1945 falleció)
- Giovanni Battista Piasentini, C.S.Ch. † (18 de febrero de 1946-31 de enero de 1952 nombrado obispo de Chioggia)
- Enrico Romolo Compagnone, O.C.D. † (10 de marzo de 1953-9 de marzo de 1972 nombrado obispo de Terracina-Latina, Priverno y Sezze)
- Vittorio Ottaviani † (30 de noviembre de 1972-10 de noviembre de 1973 nombrado obispo de Marsi)
- Umberto Florenzani † (21 de diciembre de 1973-30 de septiembre de 1986 nombrado obispo de Anagni-Alatri)

### Obispos de Anagni-Alatri
- Umberto Florenzani † (30 de septiembre de 1986-23 de febrero de 1987 falleció)
- Luigi Belloli † (7 de diciembre de 1987-6 de marzo de 1999 retirado)
- Francesco Lambiasi (6 de marzo de 1999-28 de junio de 2002 renunció)
- Lorenzo Loppa (28 de junio de 2002-10 de noviembre de 2022 retirado)
- Ambrogio Spreafico, desde el 10 de noviembre de 2022

### Para la sede de Anagni
- La diócesis de Anagni en Beweb - Beni ecclesiastici in web
- (en latín) Ferdinando Ughelli, Italia sacra, vol. I, segunda edición, Venecia, 1717, col. 305-323
- (en italiano) Giuseppe Cappelletti, Le Chiese d'Italia dalla loro origine sino ai nostri giorni, vol. VI, Venecia, 1847, pp. 271-385
- (en latín) Paul Fridolin Kehr, Italia Pontificia, vol. II, Berlín, 1907, pp. 135-145
- (en alemán) Gerhard Schwartz, Die besetzung der bistümer Reichsitaliens unter den sächsischen und salischen kaisern: mit den listen der bischöfe, 951-1122, Leipzig-Berlín, 1913, pp. 268-269
- (en italiano) Francesco Lanzoni, Le diocesi d'Italia dalle origini al principio del secolo VII (an. 604), vol. I, Faenza, 1927, pp. 166-167
- (en latín) Pius Bonifacius Gams, Series episcoporum Ecclesiae Catholicae, Graz, 1957, pp. 663-664
- (en latín) Konrad Eubel, Hierarchia Catholica Medii Aevi, vol. 1, pp. 86-87; vol. 2, pp. XIII y 87; vol. 3, p. 107; vol. 4, p. 82; vol. 5, p. 83; vol. 6, p. 81

### Para la sede de Alatri
- (en italiano) La diócesis de Alatri en Beweb - Beni ecclesiastici in web
- (en inglés) Ficha de la diócesis de Alatri en www.catholic-hierarchy.org
- (en inglés) Ficha de la diócesis de Alatri en www.gcatholic.org
- (en latín) Ferdinando Ughelli, Italia sacra, vol. I, segunda edición, Venecia, 1717, col. 288-294
- (en italiano) Giuseppe Cappelletti, Le Chiese d'Italia dalla loro origine sino ai nostri giorni, vol. VI, Venecia, 1847, pp. 433-465
- (en latín) Paul Fridolin Kehr, Italia Pontificia, vol. II, Berlín, 1907, pp. 148-154
- (en alemán) Gerhard Schwartz, Die besetzung der bistümer Reichsitaliens unter den sächsischen und salischen kaisern: mit den listen der bischöfe, 951-1122, Leipzig-Berlín, 1913, pp. 267-268
- (en italiano) Francesco Lanzoni, Le diocesi d'Italia dalle origini al principio del secolo VII (an. 604), vol. I, Faenza, 1927, p. 169
- (en latín) Pius Bonifacius Gams, Series episcoporum Ecclesiae Catholicae, Graz, 1957, pp. 660-661
- (en latín) Konrad Eubel, Hierarchia Catholica Medii Aevi, vol. 1, pp. 79-80; vol. 2, pp. XII y 84; vol. 3, p. 99; vol. 4, p. 74; vol. 5, p. 74; vol. 6, pp. 71-72